# 三矢蘇打
三矢蘇打（三ツ矢サイダー）是一款日本朝日飲料銷售的碳酸飲料，產品宣傳標語為「從心底渴求」（ココロが欲しがる）。三矢蘇打起源于明治時宮內省在今兵庫縣川西市平野礦泉的飲料工廠。1884年（明治17年），開始以「三矢平野水」為名銷售。1907年（明治40年），設立了「帝國礦泉株式會社」，開始銷售添加了砂糖和香料的。帝國礦泉株式会社在1921年（大正10年）和「日本麦酒礦泉株式会社」合併。1968年（昭和43年），改用現名銷售。1971年（昭和46年）開始銷售罐裝的三矢蘇打。1973年開始銷售水果風味的三矢蘇打。1984年，正值上市100年，瓶裝和罐裝汽水包裝上的字體改為現在的字體。三矢蘇打也可能是日本最早銷售的汽水。2009年開始，開始有無糖版三矢蘇打發售。

## 名称由来
平安時代中期，傳說攝津源氏之先祖源滿仲在住吉大社（大阪市住吉区）神諭所指示的三支箭頭落下之地（現兵庫県川西市多田）建造居城（新田城、多田城）。滿仲隨後為尋獲矢箭者孫八郎論功行賞，賜該處其領地、「三矢」之姓及三矢箭家紋。其後某日在滿仲外出狩獵，偶然地經過居城附近的鹽川山谷間之際，目擊了一隻被箭所傷的鷹在一處湧泉治療腳傷後痊愈並飛走。該湧泉因而被推崇為靈泉，附近居民紛紛利用天然礦泉入浴，直至明治初年仍留有「平野温泉郷」之称。
江戸時代，平野礦泉為三矢旗兵衛的領地。明治時期，為来訪的外國貴賓提供優質的水源，明治政府在日本全国進行水質調査。1881年（明治14年），英國科學家威廉·格蘭分析平野礦泉後認為水質含有大量炭酸氣體（二氧化碳），是為「理想的礦泉」，於是当地建設炭酸水取水的御料工場（皇室及外國政要特供）。其後御料工場撥歸三菱旗下，明治屋於1884年（明治17年）取得經營權後為產品冠上三矢傳說之名作「三矢平野水」（三ツ矢平野水）與「三矢蘇打粉」（三ツ矢タンサン）發售。至此平野礦泉的泉水以「平野水」之名獲世間認識，「三矢」商標也同時確立。「平野水」一詞被廣辭苑收錄為炭酸水的同義詞。

## 外部連結
- 三ツ矢サイダー （页面存档备份，存于） - アサヒ飲料
- 三ツ矢｜商品情報 （页面存档备份，存于） - アサヒ飲料
- YouTube上的三矢蘇打播放列表